# Irredentisme
Irredentisme er enhver politisk bevægelse, der kræver overførsel af et andet lands territorium til det land, hvor den irredentistiske bevægelse har hjemme oftest baseret på et tidligere eller på anden måde historisk tilhørsforhold.

## Irredentisme i Italien
I Italien var tidligere en irredentistisk bevægelse, som ville samle alle områder med italiensktalende befolkning i en fælles italiensk stat. Ordet kommer af det italienske begreb terre irredente (ufrie områder), hvormed hentydes til situationen for de italiensktalende befolkninger i andre lande. Begrebet er efterfølgende også brugt om lignende bevægelser i andre lande.
Den italienske irredentisme begyndte omkring 1870'erne. På dette tidspunkt var den først og fremmest rettet mod Østrig-Ungarn, som omfattede flere italiensksprogede områder (Tyrol og Kystlandet), ligesom der også blev gjort krav på områder i Schweiz (Ticino og Graubünden).
Den mulighed Italien håbede på viste sig med 1. verdenskrig. Italien havde indgået en hemmelig aftale med England og Frankrig om at få opfyldt sine territorielle krav som modydelse for at deltage i krigen. Dermed opsagde Italien tripelalliancen, som det havde indgået med Tyskland og Østrig-Ungarn, og erklærede samtidig Østrig-Ungarn krig. Selvom det lykkedes Østrig-Ungarn at forsvare sin sydlige grænse, så holdt sejrsmagterne ord, og Italien blev i Saint-Germain-traktaten belønnet med store dele af Tyrol samt Görz, Trieste og Istrien.
Italien fremførte overfor England og Frankrig, at den italienske sproggrænse fulgte Alpernes vandskel, hvorved Italien fik tildelt områder, som aldrig havde været italiensktalende, specielt det tysk- og ladintalende Sydtyrol. Det hører med til irredentismens historie, at disse områder blev udsat for italieniseringsforsøg af de italienske myndigheder, både under fascisterne og efter 2. verdenskrig helt frem til 1970'erne.
Schweiz blev forskånet for irredentismen men følte længe sin statslige integritet truet. Irredentismen var den direkte anledning til, at Schweiz anerkendte rætoromansk som sit fjerde officielle sprog. Italien havde nemlig defineret rætoromansk som en italiensk dialekt for dermed at retfærdiggøre et territorialt krav på kantonen Graubünden.